# پدرو دامیان
پدرو دامیان (اسپانیایی: Pedro Damián‎؛ زادهٔ ۱۲ نوامبر ۱۹۵۲) بازیگر، کارگردان فیلم، تهیه‌کننده تلویزیونی، کارگردان تلویزیونی و فیلم‌نامه‌نویس اهل مکزیک است.
از فیلم‌هایی که وی در آنها نقش داشته‌است، می‌توان به زنان قاتل، وقت نمایش، تلفات جانبی، کابوبلانکو، بازگشت مردی به نام اسب و گرینگوی پیر اشاره کرد.